# Triphleba nudipalpis
Triphleba nudipalpis är en tvåvingeart som först beskrevs av Schmitz 1922.  Triphleba nudipalpis ingår i släktet Triphleba och familjen puckelflugor. Inga underarter finns listade i Catalogue of Life.